# Can Xue

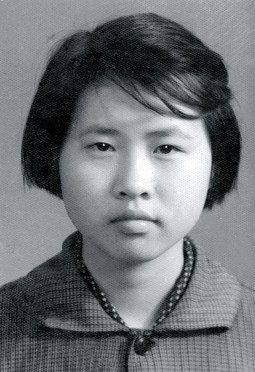
Can Xue als Kind (1960)

Can Xue, chinesisch 残雪 (* 30. Mai 1953 in Changsha als Deng Xiaohua, chinesisch 邓小华, Pinyin Cán Xuě), ist das Pseudonym einer chinesischen Schriftstellerin. Übersetzt hat das Pseudonym eine doppelte Bedeutung: Es kann schmutzigen Schnee, der nicht schmilzt, bezeichnen, aber auch den besonders reinen Schnee auf einem Berggipfel. Can Xue gilt als eine der wichtigsten experimentellen Autorinnen der Welt und wurde von Susan Sontag als aussichtsreichste Kandidatin Chinas für einen Nobelpreis bezeichnet. Sie gilt als die einzige Frau, die sich im Avantgarde-Literaturbetrieb Chinas (zu dem unter anderem Mo Yan, Yu Hua und Su Tong zählen) etablieren konnte.

## Leben und Werk
Can Xue wuchs in Changsha auf und lebte bis zu ihrem Umzug 2001 nach Peking in dieser Stadt. Ihre Eltern wurden vom kommunistischen Regime Chinas in der Zeit des großen Sprungs und abermals während der chinesischen Kulturrevolution zu Zwangsarbeit auf dem Land gezwungen, nachdem ihr Vater als politisch extrem rechts verurteilt worden war. Wegen diesem Hintergrund erhielt Can Xue nur eine schulische Grundausbildung. Angeregt von ihrem Vater beschäftigte sie sich selbstständig mit Lesen, insbesondere mit westlicher und russischer Literatur.
In den 1970er Jahren arbeitete Can Xue als ungelernte Kraft in einer medizinischen Station und in einer Fabrik in Changsha. 1978 heiratete sie und bekam 1979 einen Sohn. Ihre Eltern wurden im gleichen Jahr rehabilitiert. 1981 unterrichtete Can Xue vorübergehend Englisch an einer High School. 1982 eröffnete sie gemeinsam mit ihrem Mann eine Schneiderei. 
In den folgenden Jahren nahm Can Xue ihre eigene schriftstellerische Tätigkeit auf. 1987 wurden ihre ersten Werke veröffentlicht: Eine Novellensammlung in Buchform in Taiwan und eine Einzelnovelle in der Zeitschrift Bell Mountain. In den Folgejahren veröffentlichte sie weitere Bücher in Shanghai und Japan. Mit Dialogues in Paradise erschien 1989 erstmals eine Übersetzung eines ihrer Werke in der westlichen Welt. Es folgten weitere internationale Veröffentlichungen. 1992 wurde Xan Cue von der University of Iowa im Rahmen eines International Writing Program in die USA eingeladen. Neben weiteren rein belletristischen Texten begann Can Xue in den 1990er Jahren mit literaturwissenschaftlichen Arbeiten. Sie beschäftigte sich unter anderem intensiv mit Franz Kafka und Jorge Luis Borges. In den 2000er Jahren erschienen Kommentare von ihr zu klassischen Größen der westlichen Literatur, wie Johann Wolfgang von Goethe, Friedrich Schiller und Dante Alighieri.
In Schattenvolk (2024) beschreibt Can Xue eine surrealistische Welt, in welcher die Grenzen zwischen Mensch und Tier verschwimmen und existenzielle Fragen in einem Slum von durchsichtigen Bewohnern und einem erzählenden Nagetier behandelt werden. Die Geschichten umkreisen Themen wie Isolation, Armut und die Absurdität des Alltags, während die Autorin bewusst auf jegliche Stringenz in der Erzählweise verzichtet und stattdessen das Unbewusste und das Unheimliche in den Vordergrund rückt, wodurch eine verstörende Atmosphäre entsteht, in der das Wunderbare und das Groteske eng miteinander verbunden sind.

## Auszeichnungen
- 2015: Best Translated Book Award für The Last Lover. Aus dem Chinesischen ins Englische übersetzt von Annelise Finegan Wasmoen[6]
- 2021: Nominierung von I Live in the Slums für den International Booker Prize (Longlist)
- 2022: Nominierung von Liebe im neuen Jahrtausend für den Internationalen Literaturpreis (Shortlist)[7]

## Publikationen (Auswahl)

### Übersetzungen ins Englische
- Dialogues in Paradise, übersetzt von Ronald R. Janssen und Jian Zhang (1989)
- Old Floating Cloud: Two Novellas, übersetzt von Ronald R. Janssen und Jian Zhang (1991)
- The Embroidered Shoes, übersetzt von Ronald R. Janssen und Jian Zhang (1997)
- Blue Light in the Sky and Other Stories, übersetzt von Karen Gernant und Chen Zeping (2006)
- Five Spice Street, Roman, übersetzt von Karen Gernant und Chen Zeping (2009)
- Vertical Motion, übersetzt von Karen Gernant und Chen Zeping (2011)
- The Last Lover, übersetzt von Annelise Finegan Wasmoen (2014)

### Übersetzungen ins Deutsche
- Dialoge im Paradies. Erzählungen aus der Volksrepublik China. Aus dem Chinesischen übersetzt von Wolf Baus, redaktionell bearbeitet von Charlotte Dunsing und Tienchi Martin-Liao. Projekt Verlag, Dortmund 1996, ISBN 3-928861-67-0.
- Liebe im neuen Jahrtausend. Roman. Aus dem Chinesischen übersetzt von Karin Betz, mit einem Nachwort von Eileen Myles. Matthes & Seitz, Berlin 2021, ISBN 978-3-7518-0031-0.
- Schattenvolk. Aus dem Chinesischen übersetzt von Eva Schestag. Matthes & Seitz, Berlin 2024, ISBN 978-3-7518-0979-5.